# مقتل الحسین (خوارزمی)
مقتل الحسین کتابی است منتسب به ابوالمؤید موفق بن احمد مکی معروف به خوارزمی که در آن گزارشی از واقعه کربلای سال ۶۱ قمری آورده شده‌است.

## پیشینه
ابوالمؤید موفق بن احمد مکی (متوفای ۵۶۸ ه‍.ق)، معروف به خطیب خوارزم و اخطب خوارزم و خوارزمی، فقیه حنفی، محدث، ادیب و خطیب نامدار عصر خود و از شاگردان جارالله زمخشری بود.

## دربارهٔ مقتل
مقتل خوارزمی در میان اندیشمندان مسلمان به خصوص شیعه، از جایگاه ویژه ای برخوردار است. به گونه ای که در جایگاه بعدی نسبت به مقتل ابومخنف قرار می‌گیرد. این نوشتار شامل دو بخش است. در بخش اول زندگی و شخصیت خوارزمی معرفی می‌شود و در بخش بعد به نگارش حوادث کربلا و عاشورا با توجه به گزارش‌های این اعثیم پرداخته‌است.